# Social (en sentido cotidiano)
En el sentido cotidiano de las cosas, lo social indica que algo tiene relación con la forma en la que el ser humano puede interactuar con los demás de su especie.

## Etimología
La palabra "Social" deriva de la palabra latina socii ("aliados"). Se deriva particularmente de los estados italianos de Socii, aliados históricos de la República romana (aunque se rebelaron contra Roma en la Guerra Social de 91-88 a. C.).
En el sentido común, el concepto social generalmente reenvía y asocia con el concepto sociedad, pero las concepciones sociológicas de sociedad son diversas, y algunas de ellas hoy en día son bastante cuestionadas. 
Por su parte y en materia de Derecho, el término social puede tener una significación ambigua : 
1. Tanto designa lo que se refiere a las relaciones laborales, por ejemplo el Derecho social.
2. Tanto designa lo que se refiere a las relaciones entre asociados (miembros) de una misma sociedad, por ejemplo el mandato social.[1]

## Lo social en tanto concepto sociológico
Las conceptualizaciones sociológicas de lo que representa lo social, surgieron con la necesidad de definir el objeto de investigación de la sociología. Émile Durkheim fue uno de los primeros investigadores en definir lo que es la sociología, poniendo el foco en su objeto de investigación como siendo el « sustrato social ».

## Críticas al término
A veces, el término social es criticado por no tener una significación precisa, sirviendo solamente para dificultar toda reflexión profunda. Por ejemplo, el economista austríaco Friedrich Hayek señalaba en 1957, en sus Ensayos de filosofía, de ciencia política y de economía, que « el adjetivo social se convirtió en una palabra que a las expresiones donde se la utiliza, quita todo sentido claro ». En particular, Hayek criticaba la utilización abusiva de la palabra "social", en detrimento de la responsabilidad que deberían tener todos los individuos libres. En su obra de filosofía social, Derecho, legislación y libertad, Hayek reiteraba estas ideas sobre lo « social », en particular criticando la llamada « justicia social ».
La utilización algo frecuente del neologismo « societal » pone en evidencia una percepción restrictiva del término « social » que, al menos según algunos, no sería aplicable al conjunto de las cuestiones vinculadas con el concepto de "sociedad". De todas formas, esta especialización conceptual parece limitada al mundo francófono y al término "sociétal", dado por ejemplo que ambos términos se traducen en inglés por « social ».